# Christine Niklas

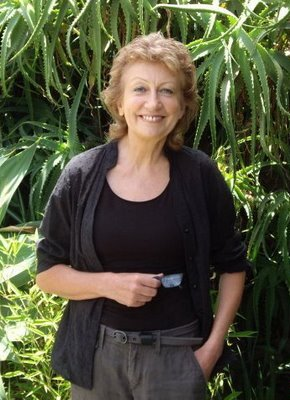
Christine Niklas (2009)

Christine Niklas (* 27. Februar 1954 in Köln) ist eine deutsche Fernsehjournalistin, Sachbuchautorin und Moderatorin. Bekannt wurde Christine Niklas als Co-Autorin und Co-Moderatorin der WDR-Sendereihe Hobbythek. Sie ist Mitautorin von 25 Sachbüchern und veröffentlichte diverse Publikationen zu den Themen Kosmetik, Gesundheit, Ernährung und Düfte.

## Leben
Nach Beendigung ihres Studiums an der Fachhochschule Niederrhein in Mönchengladbach war sie von 1977 bis 1997 Co-Autorin und Co-Moderatorin von insgesamt sechzig Ausgaben der Fernsehsendung Hobbythek im Westdeutschen Rundfunk. 
Nach ihrem Abschied von der Hobbythek im Jahre 1997 befasste sich Christine Niklas vornehmlich mit der Produktentwicklung im Bereich der natürlichen Kosmetik. 2002 gründete sie die Kosmetik-Marke cnk.
| Personendaten    | Personendaten                                                 |
| ---------------- | ------------------------------------------------------------- |
| NAME             | Niklas, Christine                                             |
| KURZBESCHREIBUNG | deutsche Fernsehjournalistin, Sachbuchautorin und Moderatorin |
| GEBURTSDATUM     | 27. Februar 1954                                              |
| GEBURTSORT       | Köln                                                          |